# Masthuggskyrkan
Masthuggskyrkan är en kyrkobyggnad som tillhör Masthuggs församling i Göteborgs stift. Den ligger i stadsdelen Stigberget i Göteborgs kommun. 
Kyrkan har en mycket framträdande placering på berget och är en av stadens stora sevärdheter. "Masthuggskyrkan är en av de mest urgöteborgska byggnaderna". Kyrkan rymmer 1 050 personer, varav 250 på läktarna.

## Historia
Nuvarande Masthuggs församling tillkom den 1 januari 1908 efter en delning av den ursprungliga, men redan 1906 hade kyrkofullmäktige beslutat att en ny kyrka skulle uppföras åt den blivande församlingen. Ett tidigt förslag var att S:t Johanneskyrkan skulle bli församlingskyrka, men det föll på grund av den kyrkans begränsade storlek. Ett annat förslag var att placera en ny kyrka i Gamla Varvsparken, där nuvarande Sjöfartsmuseet ligger, och ytterligare ett var att kyrkan skulle anläggas på Stigbergets topp.
Göteborgs stadsfullmäktige beslöt den 12 september 1907 att upplåta tomten - lägenheten nr 147 i Majornas 5:e rote - på Stigberget till uppförandet av den nya församlingskyrkan: "--till dess den nedbrunne eller afröjdes, då området skulle återfalla till den civila kommunen."
Den 4 november 1907 startades en arkitekttävling och en sakkunnigkommitté tillsattes, där en av medlemmarna var Göteborgs stadsarkitekt sedan 1897, Carl Fahlström och de övriga var arkitekt Erik Lallerstedt och arkitekt Axel Anderberg. Till tävlingen inbjöds fyra arkitekter: Sigfrid Ericson, Yngve Rasmussen, Ivar Tengbom & Ernst Torulf (med gemensam byrå) samt Eugen Thorburn. Kyrkofullmäktige hade uttalat en anvisning om själva utformningen av byggnaden: "--kyrkan borde vara för sitt ändamål fullt lämplig men af sådan enkelhet i byggnadsstil och utförande, att byggnadskostnaden måtte kunna hållas inom ett förhållandevis lågt belopp." Ett program utformades den 4 november 1907 inför arkitekttävlingen, som bland annat stipulerade: P. 4 "Kyrkan skall rymma 1,200 fasta sittplatser, avståndet från bänkrygg till bänkrygg skall vara 85 cm, och hvarje plats beräknas till en bredd af 55 cm." P. 6 "--kyrkan skall vara fullt solid; och erinras, att byggnaden kommer att blifva utsatt för starka påkänningar af väder och vind. Med hänsyn härtill bör den största uppmärksamhet egnas åt valet af byggnadsmaterial för yttermurar och taktäckning."

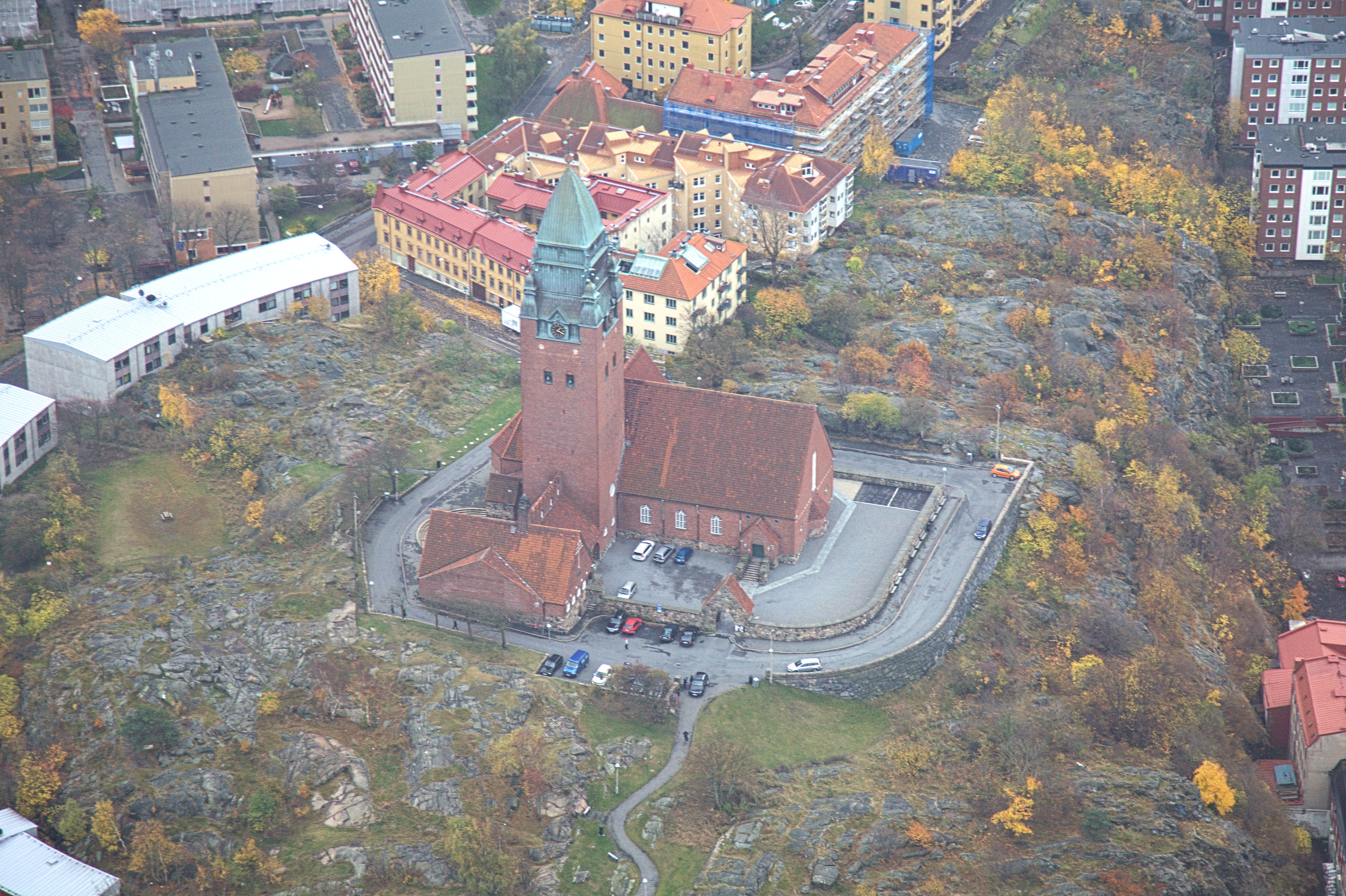
Masthuggskyrkan från ovan, i oktober 2013.

Efter vissa omarbetningar beslöt kyrkofullmäktige den 24 maj 1909 att anta Sigfrid Ericsons förslag i nationalromantisk stil kallat 15/2. Bland de sakkunnigas utlåtanden finner man: "Byggnadens placering å tomten är mycket tillfredsställande och är kyrkans plangruppering och ingångarnas placering i förhållande till terrängen och omgivande gator synnerligen väl ordnade." Ritningarna blev fastställda 1910 och byggnadsarbetena under ledning av byggmästare Ivar Burman påbörjades i december 1910 och avslutades med invigningen den 14 oktober 1914. Den förrättades av biskop Edvard Herman Rodhe. Kyrkan hade emellertid tagits i bruk redan den 2 augusti, när dess klockor, liksom stadens övriga, klämtade mellan 8 och 11 med tio minuters mellanrum och därmed kungjorde den allmänna mobiliseringen. Kostnaden hade beräknats till 365 000 kronor, men slutnotan hamnade på 526 000 kronor.
Stadsingenjör Albert Lilienberg var mycket entusiastisk över kyrkobyggnaden och framhöll att Ericson här hade tillfört Göteborgs stadsbild något mycket värdefullt:
| ”                 | På det ännu kala krönet av Stigberget reser sig den byggnad, som mer än någon annan ger sin betoning åt bergens förut så kala silhuett, den nya Masthuggskyrkan. Ur en byggnadsgrupp av enkla, stort tilltagna former, skjuter dess tornkropp upp på samma gång djärvt och värdigt, och den vackra tegelbyggnaden har dessutom genom sitt läge, fått en mycket stor betydelse för såväl Majornas som Masthuggets stadsbild. Inte minst genom det innerliga förhållande som dess arkitekt, Sigfrid Ericson, lyckats skapa mellan naturgrunden och byggnadsverket borde denna kyrka komma att ha ett välgörande inflytande på det framtida bebyggandet av de trakter häruppe, där den egenartade och mäktiga naturen ännu undgått kasernstadens förödande framryckning. | „ |
| – Lilienberg 1921 | |   |

## Arkitektur

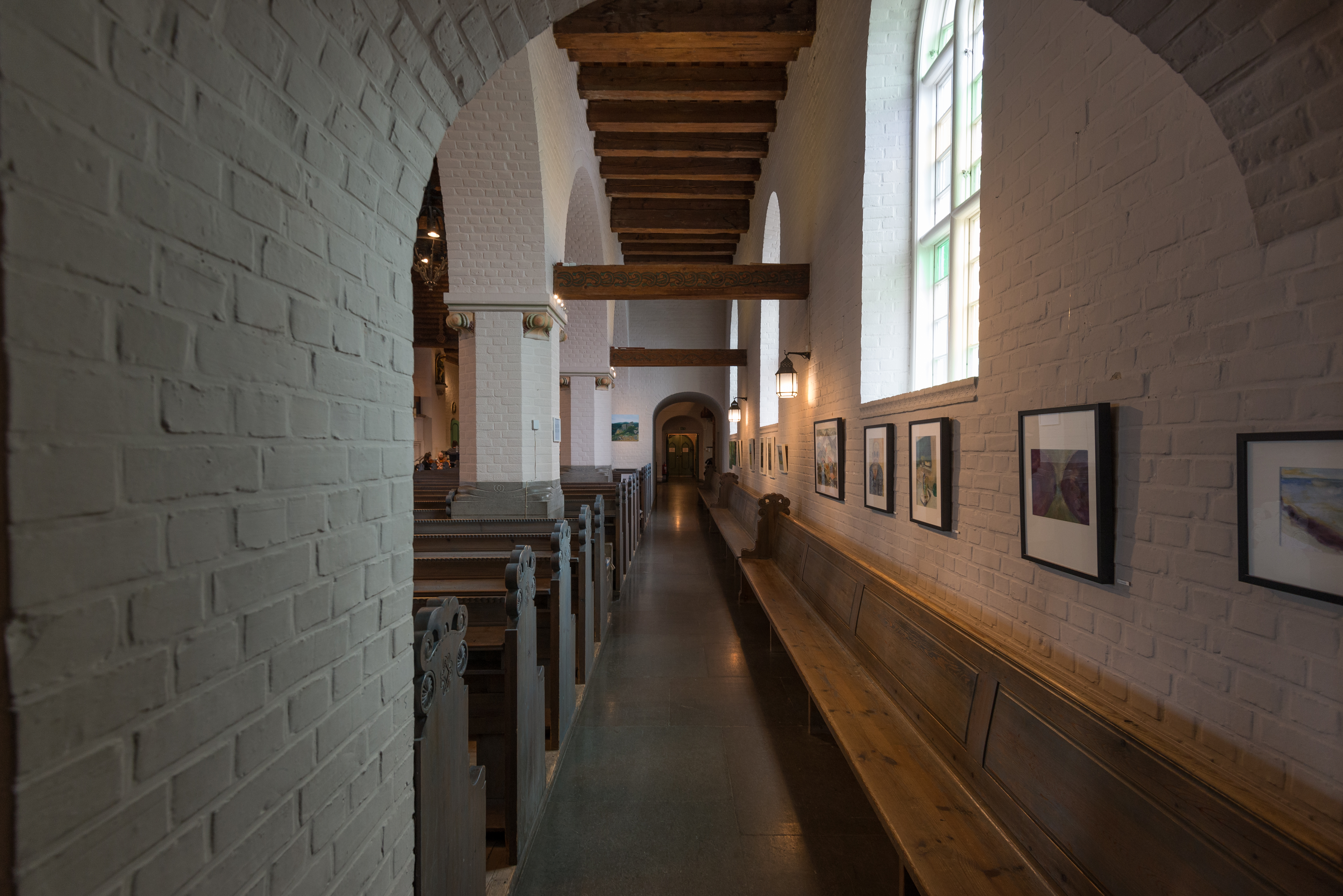
Detalj av interiören.

Kyrkorummet utgörs av ett treskeppigt långhus, som i öster vidgar sig i ett transept, samt avslutas i ett trigonalt avslutat kor. Denna tresidiga avslutning är endast synlig utvändigt, då själva koret med en mur är rakt avslutat invändigt. I rummet bakom koret står en altarorgel. Huvudingången är belägen vid den västligaste delen av långhusets norra vägg.
Kyrktornet är 60 meter högt (samma som Tyska kyrkans), med 11 meters sidor. Högst upp sitter det en tupp, 127 meter över havet. Grund- och källarmurar samt vissa andra delar, såsom korsockeln och sakristian består av natursten. I byggnadsbeskrivningen heter det, att denna sten skall "...vara föga kullrig obearbetad fält- eller kullersten tagen ur stenröse på land eller vid insjö men icke från hafsstrand. Stenen skall hufvudsakligen vara af mörk färg, grå, svart, violett och röd och läggas i kalkbruk. Dess storlek får mycket variera och de största stenarna få vara så stora som hälst". Fasaderna är för övrigt av handslaget, rött munktegel från Börringe tegelbruk med de ovanligt stora måtten 9,5 x 14,5 x 30 centimeter. Yttertaket av armerad betong är täckt med munks- och nunnetegel från Slottsmöllan. Tornspiran är en järnkonstruktion och täckt med kopparplåt. Göteborgs-Tidningen skriver den 22 maj 1913 om tornspiran:

"Tornspiran som är 6 à 7 meter i längd är för övrigt prydd med en del vackra saker. Först ha vi en stor kula, en pjes på 1,5 meter i genomskärning, ovanpå den sitter ett kors, som i själva krysset är försett med konungens namnchiffer i guld, samt därovanför en del bladornament. Över det hela tronar tuppen, som är vridbar och sålunda även kommer att tjäna som vindflöjel".
Innertaket är av timmer och inre murytor av vitkalkat tegel. Hanbjälkar och pelare har skurna ornamentslingor. Golv, socklar, pelarkapitäl och baser är av grå kalksten. Kronorna är utförda i smidesjärn och prydda med drakhuvuden.

## Inventarier

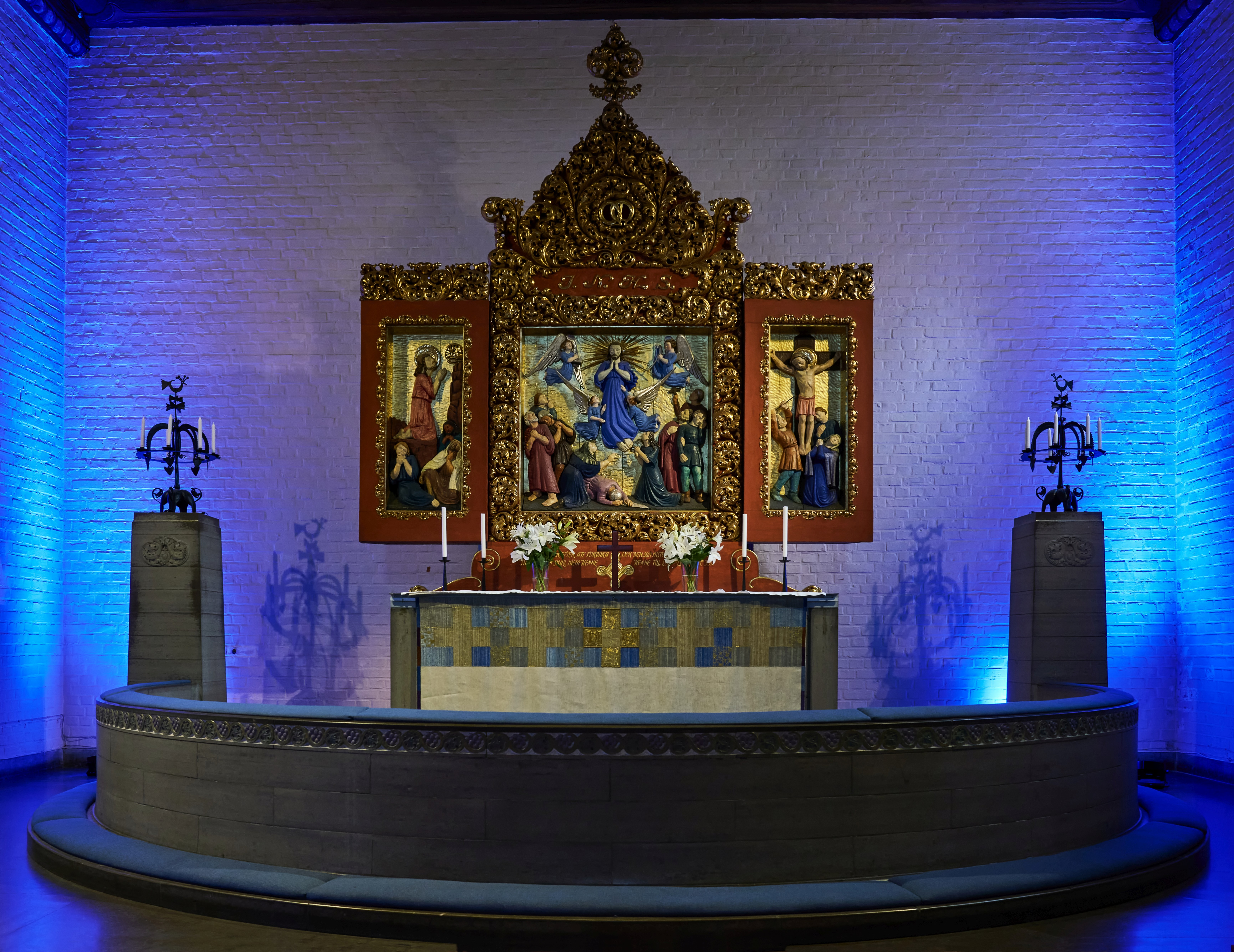
Altaret

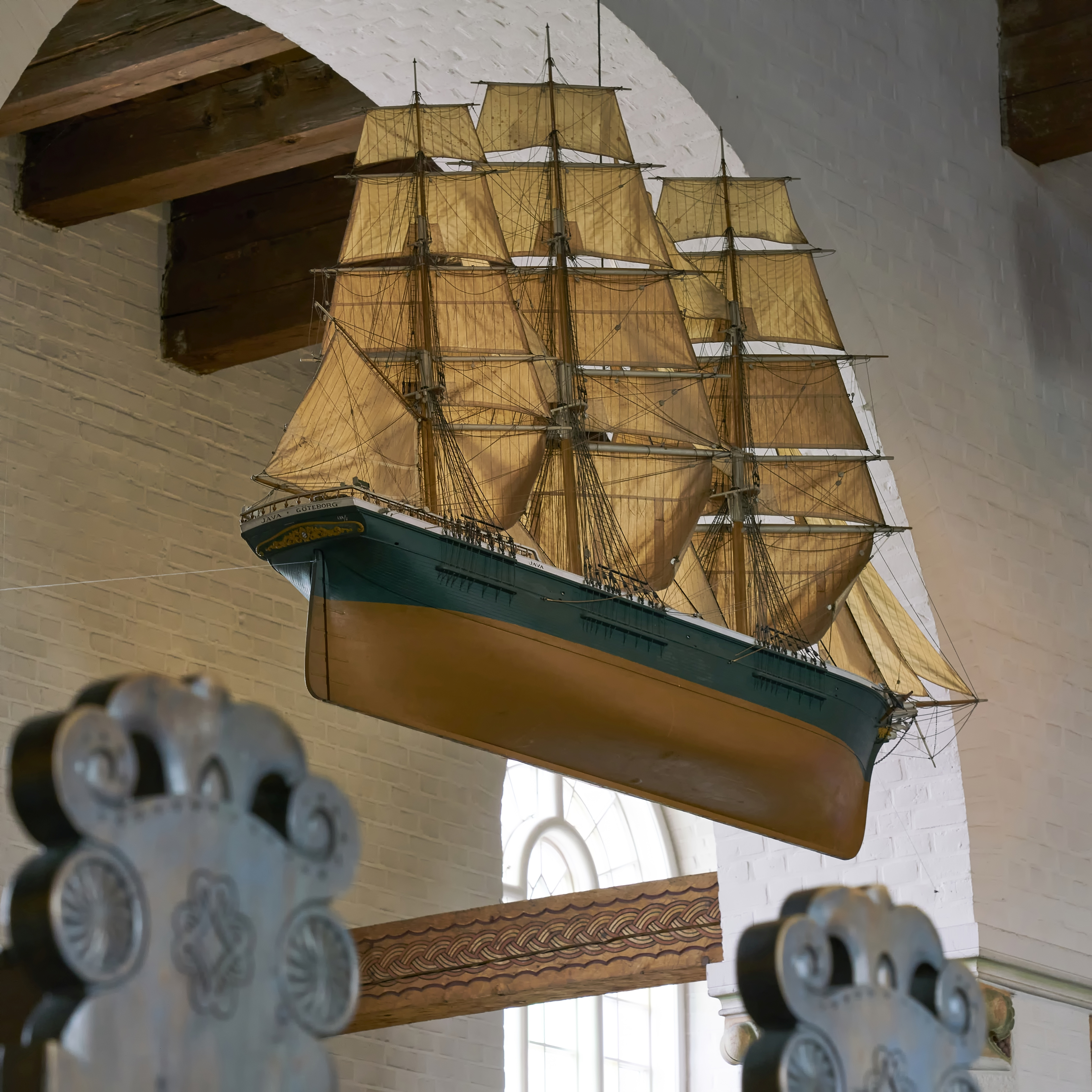
Fulriggare Java

- Altartavlan är en triptyk med himmelsfärden som motiv i mittfältet, Jesu bönekamp i Getsemane till vänster samt Kristi död på korset till höger. Bokstäverna I. N. H. S över triptyken är lesus Nazarenus Hominum Salvator, "Jesus från Nasaret människornas frälsare". Det är Sigfrid Ericson som stod för formen, skulptören Ninnan Santesson som svarade för det skulpturala och konstnären Engelbert Bertel-Nordström (ibland omnämnd som Bertel Nordström[11]) som målade.
- Dopfunten ritades 1991 av arkitekten Arne Tollbom efter en skiss av Sigfrid Ericson och formades i gotländsk sandsten från Slite stenhuggeri på Gotland.
- Altaret och altarrunden är av täljsten och på båda sidorna står ljusstakar av smidesjärn. Altarskåpet är i rött och guld och Ninnan Santesson har utfört de snidade träskulpturerna. De bemålades 1923 av Bertil Nordström.
- Fartyget i långskeppet är en modell av fullriggaren Java, vilken skänktes av Göteborgs Sjöfartsmuseum vid kyrkans trettioårsjubileum 1944.

### Orglar
- - Orgeln avskärmas av ett stockverk med änglar skurna av Henry Nilsson. Den byggdes ursprungligen 1914 av Johannes Magnusson och byggdes först om 1934 av Anders Magnusson samt ombyggdes och utökades 1952 av Mårtenssons orgelfabrik. 2017-2018 skedde den senaste ombyggnaden som utfördes av Tostareds Kyrkorgelfabrik AB. Den är Göteborgs stifts största kyrkorgel. Verket är elektropneumatiskt och har 90 stämmor fördelade på fyra manualer och pedal. Manualomfång: C-a3. Pedalomfång: C-f1. 41.000 fria kombinationer. Registersvällare. Tubaverket och altarverket kan spelas från valfri manual samt pedalen.

| Man I.             | Man II.              | Man III. (svällverk)    | Man IV. (svällverk) | Tubaverk (högtryck) | Altarverk       | Pedal               |
| ------------------ | -------------------- | ----------------------- | ------------------- | ------------------- | --------------- | ------------------- |
| Principal 16'      | Gedackt 16'          | Borduna 16'             | Basetthorn 8'       | Tuba 16'            | Gedackt 16'     | Borduna 32'         |
| Borduna 16'        | Violinprincipal 8'   | Kvintadena 16'          | Dubbelflöjt 8'      | Tuba 8'             | Gemshorn 8'     | Kontrabas 16'       |
| Principal 8' major | Flûte traversière 8' | Principal 8'            | Flauto Amabile 8'   | Tuba 4'             | Rörflöjt 8'     | Subbas 16'          |
| Principal 8' minor | Lieblich Gedackt 8'  | Konsertflöjt 8'         | Unda Maris 8'       |                     | Eolin 8'        | Ekobas 16' (III)    |
| Flûte harm. 8'     | Salicional 8'        | Gedackt 8'              | Violoncello 8'      |                     | Voix Céleste 8' | Gedacktbas 16' (AV) |
| Hohlflöjt 8'       | Octava 4'            | Kvintadena 8'           | Gamba Céleste 8'    |                     | Fernflöjt 4'    | Octavbas 8'         |
| Borduna 8'         | Rörflöjt 4'          | Violin 8'               | Täckflöjt 4'        |                     | Salicette 4'    | Borduna 8'          |
| Gamba 8'           | Spetskvint 2 2/3'    | Eolin 8'                | Violin 4'           |                     | Flautino 2'     | Ekoflöjt 8' (III)   |
| Dolce 8'           | Waldflöjt 2'         | Voix Céleste 8'         | Nasard 2 2/3'       |                     | Vox Humana 8'   | Octava 4'           |
| Octava 4'          | Ters 1 3/5'          | Octava 4'               | Hohlflöjt 2'        |                     | Tremolo snabb   | Bachflöjt 4'        |
| Rörflöjt 4'        | Mixtur III           | Flûte octaviante 4'     | Ters 1 3/5'         |                     | Tremolo långsam | Jubalflöjt 2'       |
| Kvinta 2 2/3'      | Corno 8'             | Nasard 2 2/3'           | Larigot 1 1/3       |                     |                 | Mixtur III          |
| Octava 2'          | Corno di Basetto 8'  | Octavin 2'              | Septima 1 1/7'      |                     |                 | Contrabasun 32'     |
| Mixtur IV-V        | Tremolo              | Plein Jeu III-IV        | Sifflöjt 1'         |                     |                 | Basun 16'           |
| Cornett III-V      |                      | Fagott 16'              | Mixtur I-III        |                     |                 | Fagott 16' (III)    |
| Trumpet 16'        |                      | Trompette Harmonique 8' | Oboe 8'             |                     |                 | Trumpet 8'          |
| Trumpet 8'         |                      | Oboe 8'                 | Clarinette 8'       |                     |                 | Clarion 4' (III)    |
|                    |                      | Euphone 8'              | Tremolo             |                     |                 |                     |
|                    |                      | Clarion 4'              |                     |                     |                 |                     |
|                    |                      | Tremolo                 |                     |                     |                 |                     |

Koppel: I/P, II/P, III/P, IV/P, II/I, III/I, IV/I, III/II, IV/II, IV/III, I 4', II 16'/I, II 4'/I, III 16'/I, III 4'/I, III 16'/III, III 4'/II, III 16', III 4', 
IV 16', IV 4', II 4'/P, III 4'/P, IV 4*/P, AV/I, AV/II, AV/III, AV/IV, AV/P, AV 16', AV 4'

### Klockor
Masthuggskyrkan har två kyrkklockor, där storklockan väger 3 200 kilo och lillklockan 2 000 kilo. Båda är gjutna 1914 vid Götaverken.

## Händelser
Den 24 februari 1940, meddelades att flera kyrkor i Göteborg måste stängas på grund av bränslebrist. Till dem hörde Hagakyrkan, Tyska kyrkan och Masthuggets kyrka, samt Lundby nya kyrka och Örgryte gamla kyrka.